# 花山院持実
花山院 持実（かさんのいん もちざね）は、江戸時代前期から中期にかけての公卿。内大臣・花山院定誠の子。官位は従二位・権大納言。花山院家25代当主。

## 経歴
- 寛文11年（1671年）に叙爵。始め持房と名乗った。以降累進し、元禄6年（1693年）に権大納言に任じられ、元禄16年（1703年）まで在職した。元禄7年（1694年）、従二位となり神宮伝奏となる。元禄8年（1695年）に踏歌節会外弁となり、持実と改名。

- 享保13年（1728年）、薨去。享年59。

## 系譜
- 父：花山院定誠（1640-1704）
- 母：大炊御門経孝の娘
- 妻：不詳
  - 男子：花山院師夏
  - 男子：花山院常雅（1700-1771）